# Transavia France
Transavia France (юридическое название Transavia France S.A.S.) — французская бюджетная авиакомпания, входящая в холдинг Air France-KLM. Находится под управлением Air France и использует бренд и корпоративный стиль сестринской от группы Air France-KLM нидерландского лоу-костера Transavia, от имени которого и выполняет свои рейсы. Transavia France занимает второе место по самым лучшим бюджетным авиакомпаниям в Европе в 2024 году (по Skytrax).
Базируется в парижском аэропорту Орли. С 2013 года пост генерального директора авиакомпании занимает Антуан Пишу.

## История

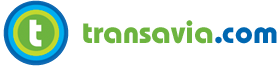
старый логотип авиакомпании Transavia.com

Авиакомпания была основана в ноябре 2006 года и начала выполнять свои первые рейсы с мая 2007 года под брендом transavia.com France. 40% акций новой авиакомпании принадлежали материнской компании Transavia, а остальные 60% принадлежат Air France.
В 2014 году стало известно, что часть рейсов Transavia France, а именно из аэропорта Орли будут выполняться на Аэробусах A320 передаваемых от Air France. Первый борт уже поступил во флот компании 1 июля этого же года в ливреи Transavia. Однако в сентябре из-за длительной забастовки сотрудников Air France авиакомпания была вынуждена отменить все свои дальнейшие планы по развитию Transavia.

## Маршрутная сеть

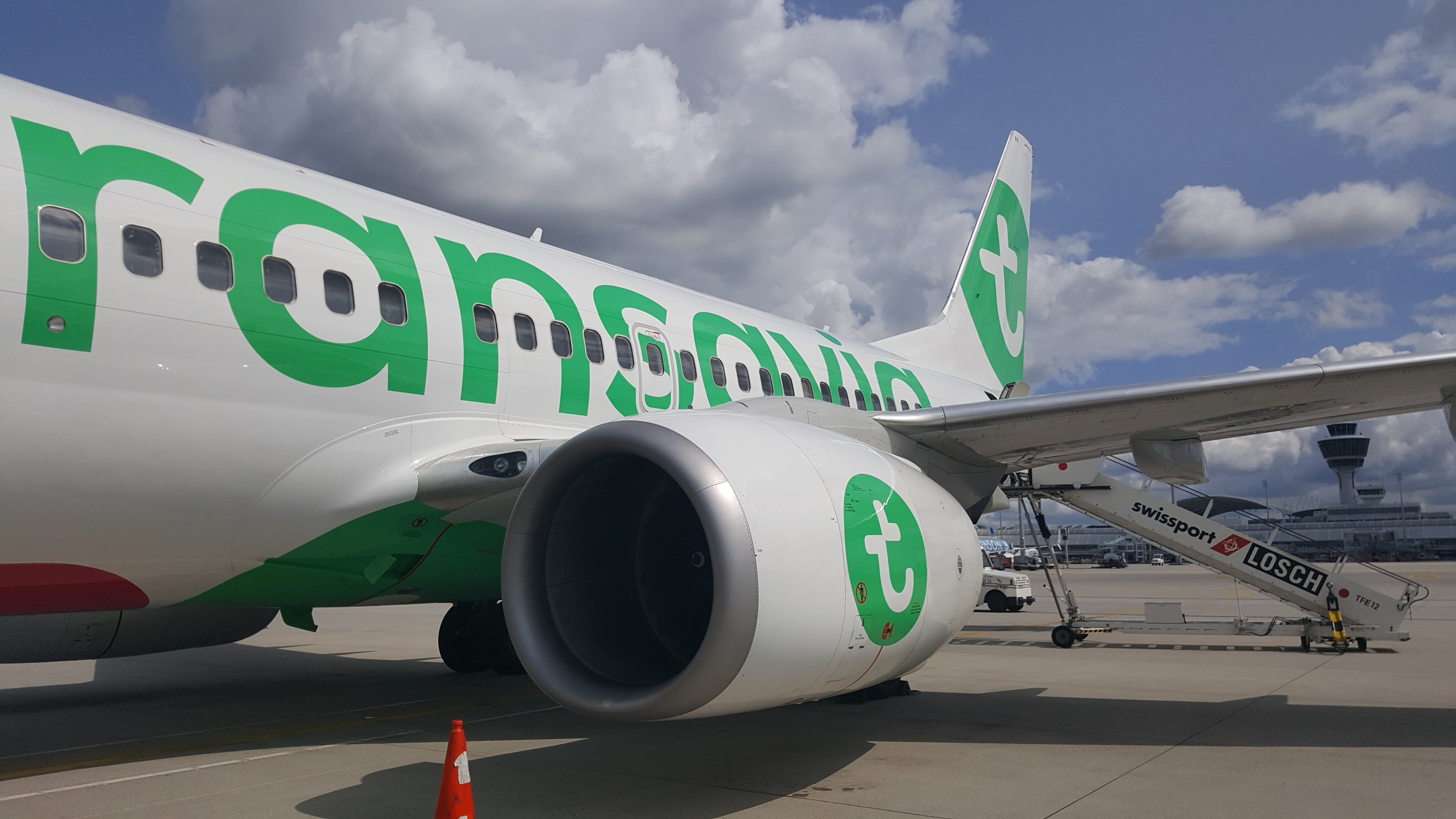
Transavia Boeing 737-800 в аэропорту Мюнхена

Основным хабом авиакомпании Transavia France является аэропорт Париж-Орли, а также аэропорты в других французских городах: Лилль, Нант, Лион, откуда перевозчик выполняет регулярные и сезонные рейсы в города Германии, Греции, Хорватии, Испании, Италии, Португалии, Марокко, Египта, Туниса, Турции.

## Флот

### Текущий флот

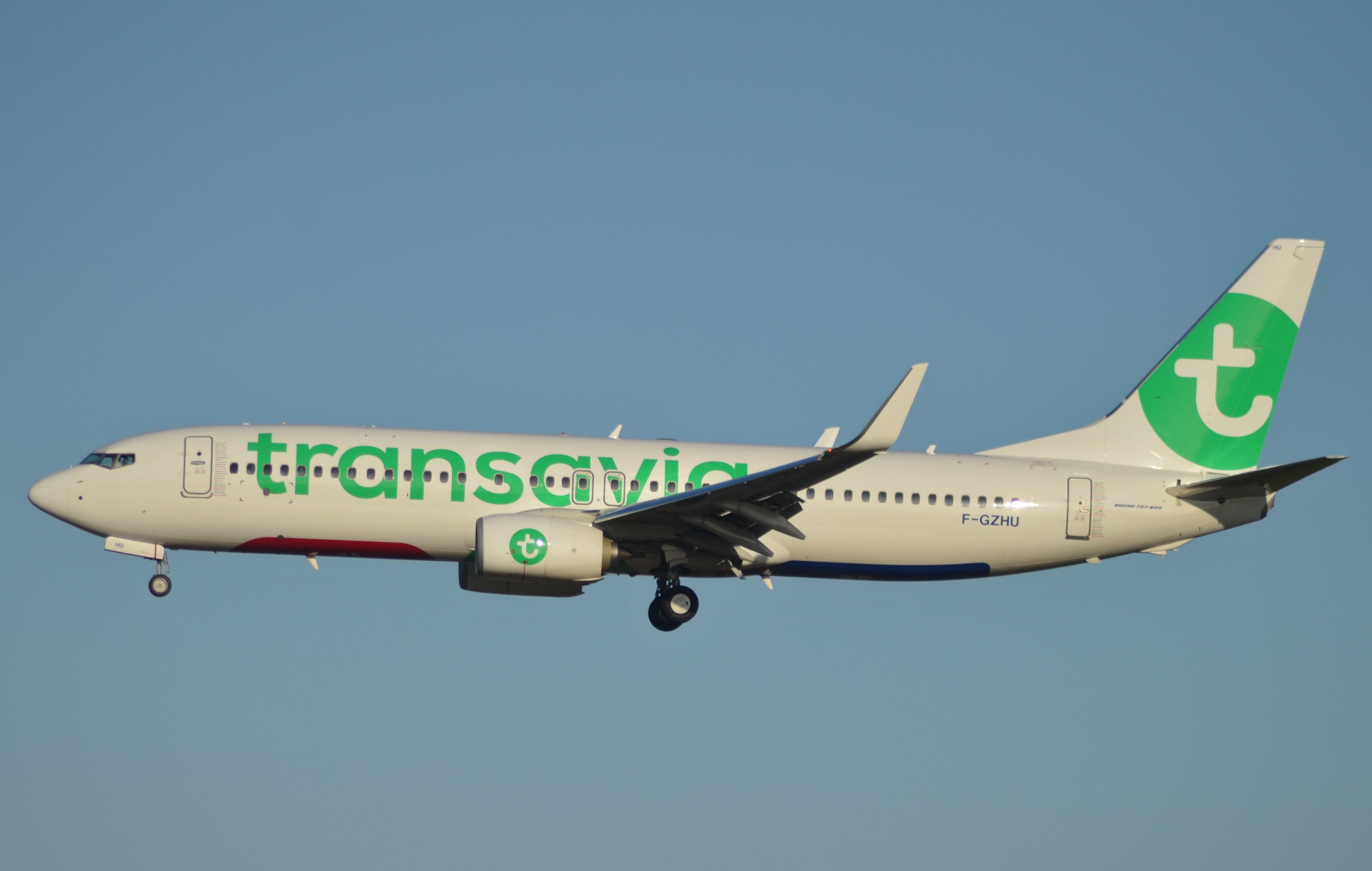
Boeing 737-800 в новой раскраске Transavia France

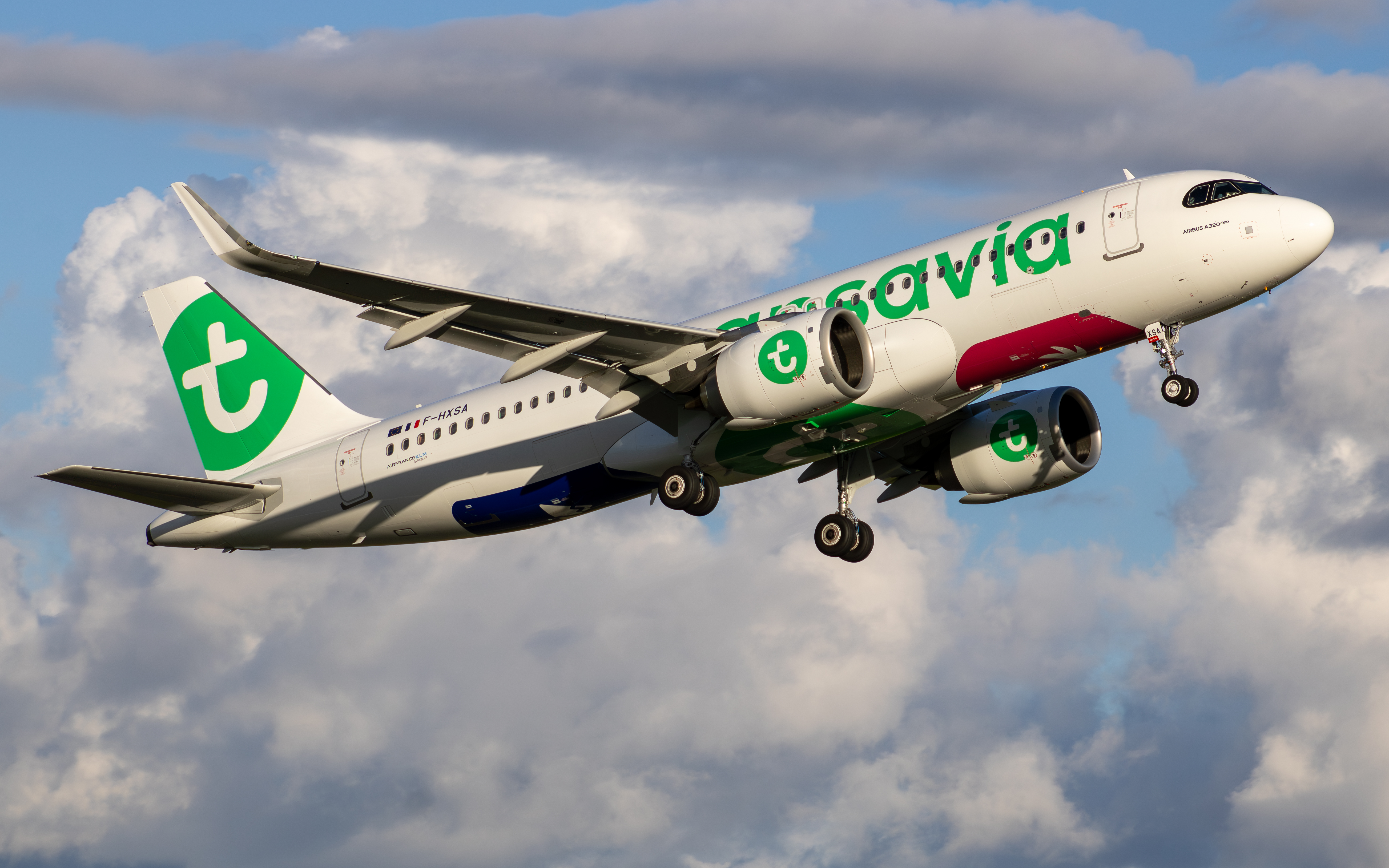
Transavia France Airbus A320neo - новый самолёт во флоте авиакомпании

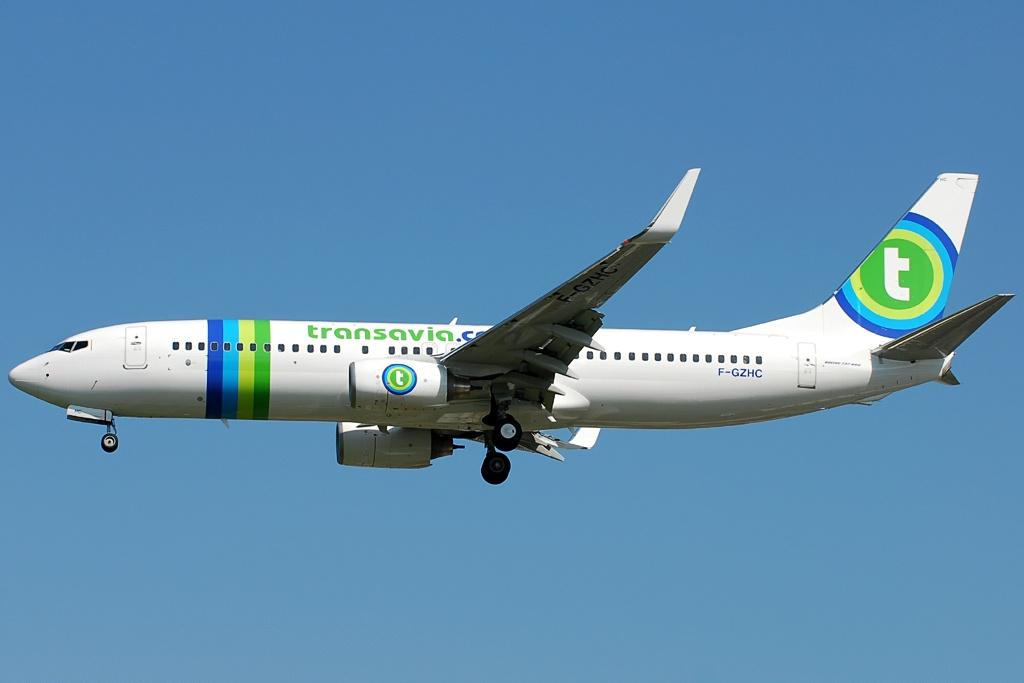
Boeing 737-800 в старой ливрее Transavia.com приземляется в аэропорту Париж-Орли

По состоянию на апрель 2025 года средний возраст воздушных судов авиакомпании составлял 9,7 лет. Флот состоит из следующих типов самолётов:
| Самолёт        | В эксплуатации | Заказано | Количество мест | Примечание                                                              |
| -------------- | -------------- | -------- | --------------- | ----------------------------------------------------------------------- |
| Airbus A320neo | 15             | 6        | 186             | Air France-KLM заказала всего 100 самолётов из семейства Airbus A320neo |
| Boeing 737-800 | 66             | —        | 186 189         |                                                                         |
| Всего          | 81             | 6        |                 |                                                                         |

В зимний период часть самолетов Boeing 737-800 Transavia France передает авиакомпании CanJet, согласно соглашению о взаимной аренде самолётов между этими авиакомпаниями.